# Die arme Jenny
Die arme Jenny ist ein deutsches Stummfilmdrama in drei Akten von Urban Gad aus dem Jahr 1912.

## Handlung
Die 29-jährige Jenny, Tochter des rechtschaffenen, aber armen Werkmeisters Schmidt, trifft beim Treppenputzen den reichen Eduard Reinhold. Er flirtet mit ihr und gibt ihr seine Visitenkarte, auf die er Zeit und Ort für ein Stelldichein geschrieben hat. Mithilfe ihrer Schwester, die sie für ein Treffen herausputzt, kann sie sich aus dem Haus stehlen. Eduard umgarnt sie, führt sie groß aus und lässt sie auf ein Leben als Dame an seiner Seite hoffen. Als ihr Vater von ihrem Rendezvous erfährt, verstößt er sie. Die unerfahrene Jenny wiederum muss erkennen, dass ihr Geliebter ein Lebemann und Schürzenjäger ist, der sie nie als ebenbürtig ehelichen würde. Jenny verlässt heimatlos geworden die Stadt.
Einige Zeit später lebt sie in der Großstadt. Sie muss sich, da fern der Familie, ihr Geld nun in einem Varieté-Theater verdienen, in dem sie leichtbekleidet der Star einer Tanzgruppe wird. Als sie eines Abends wieder für die Gäste tanzt, ahnt sie nicht, dass auch Eduard im Publikum sitzt. Erst beim Einsammeln des Trinkgeldes erkennt sie ihn plötzlich und fällt ihm wie von Sinnen um den Hals. Eduard flieht aus dem Lokal, während Jenny vom Varieté-Betreiber sofort entlassen wird.
Ein Jahr später ist Jenny gesellschaftlich weiter abgestiegen. Sie begeht ihren 30. Geburtstag allein in einem Café, wo sie raucht und trinkt. Als sie in der Zeitung eine Anzeige sieht, die die Verlobung ihres früheren Geliebten bekannt gibt, verliert sie ihren letzten Lebensmut. Ein letztes Mal fährt Jenny zum Haus ihrer Eltern und zieht anschließend so lange durch die Winternacht, bis sie erschöpft im Schnee zusammenbricht. Sie bleibt reglos liegen.

## Produktion
Die arme Jenny wurde innerhalb einer Woche im Sommer 1911 im Bioscop-Atelier in Berlin gedreht. Es war nach Der schwarze Traum, Im großen Augenblick, Zigeunerblut, Der fremde Vogel, Die Verräterin und Die Macht des Goldes der siebente von acht Filmen der Asta Nielsen/Urban Gad-Serie 1911/12. Die Bauten des Films schuf Robert A. Dietrich.
Die Zensur belegte Die arme Jenny am 31. Januar 1912 mit einem Verbot für Kinder. Ausschlaggebend waren dabei Schlägerei- und Liebesszenen im 1. und 2. Akt. Am 2. März 1912 erlebte der Film seine Premiere. Unter dem Titel Proletarpigen lief er in Dänemark und wurde im April 1912 in Frankreich unter dem Titel Pauvre Jenny aufgeführt.
Die Originallänge des Films betrug 858 Meter. Erhaltene kürzere Kopien befinden sich im Besitz des Filmarchivs des Bundesarchivs, des Danske Filminstituts und der Friedrich-Wilhelm-Murnau-Stiftung.